# 瓦格拉姆 (北卡羅萊納州)
瓦格拉姆（英語：Wagram）是一個位於美國北卡羅萊納州蘇格蘭縣的城鎮。

## 人口
根據2020年美國人口普查的數據，瓦格拉姆的面積為3.77平方千米，皆為陸地。當地共有人口615人，而人口密度為每平方千米163人。